# Alstead
Alstead ist eine Town im Cheshire County des Bundesstaates New Hampshire in den Vereinigten Staaten mit 1864 Einwohnern (laut Volkszählung von 2020).

## Geografie

### Geografische Lage
Alstead liegt im Tal des Connecticut River zwischen den Ausläufern der White Mountains im Osten und der Green Mountains im Westen. Es ist stark bewaldet und uneben, weist aber keine Berge auf; Eine Vielzahl kleiner Wasserläufe durchquert das Gelände in westlicher Richtung zum Connecticut River, der bedeutendste davon ist der Cold River. Im Gebiet der Town befinden sich, neben vereinzelten Gehöften, zwei Siedlungskerne: Alstead Village im äußersten Südwesten des Gebietes, und das kleinere East Alstead, das nordöstlich des größten Sees der Town dem Lake Warren, liegt.

### Nachbargemeinden
Alle Entfernungen sind als Luftlinien zwischen den offiziellen Koordinaten der Orte aus der Volkszählung 2010 angegeben.
- Norden: Acworth, 4,9 km
- Osten: Marlow, 11,4 km
- Südosten: Gilsum, 5,6 km
- Süden: Surry, 4,3 km
- Westen: Walpole, 10,3 km
- Nordwesten: Langdon, 7,8 km

### Klima
Die mittlere Durchschnittstemperatur in Alstead liegt zwischen −7,2 °C (19° Fahrenheit) im Januar und 20,6 °C (69° Fahrenheit) im Juli. Damit ist der Ort gegenüber dem langjährigen Mittel New Hampshires um etwa 1 Grad über dem sommerlichen Mittel, aber im Durchschnitt der Winter. Die Schneefälle zwischen Oktober und Mai liegen mit bis zu zwei Metern etwa doppelt so hoch wie die mittlere Schneehöhe in den USA, die tägliche Sonnenscheindauer liegt am unteren Rand des Wertespektrums der USA.

## Geschichte
Die schriftlich dokumentierte Geschichte Alsteads begann 1735, als der Gouverneur von Massachusetts, Jonathan Belcher, hier ein Fort errichten ließ, das zu einer Reihe von neun Wehranlagen gegen die hier heimischen Indianer gehörte. Um das Fort herum wurde ein Stück Land zur Besiedlung ausgerufen, was auch in geringem Umfang geschah. Massachusetts war für die Besiedlung zuständig, weil es zu diesem Zeitpunkt die Verwaltungsaufgaben für die noch unselbständige Kolonie New Hampshire übernommen hatte. Zu diesem Zeitpunkt war das Gebiet unerforschte Wildnis, die von einigen Stämmen der westlichen Abenaki bewohnt wurden.
Nachdem New Hampshire 1749 selbständige Kolonie geworden war, wurde die Kolonie 1752 unter dem Namen Newton durch den neuen Gouverneur, Benning Wentworth, erneut zur Besiedlung freigegeben, aber erst am 6. August 1763 an eine Gruppe von 70 Interessenten verkauft. Die systematische Besiedlung des Gebiets begann um 1764, kam aber nur langsam in Gang. Für 1771 sind 24 Familien und 10 alleinstehende Männer als ständige Bewohner des Gebietes dokumentiert, neun weitere Personen waren nur in den Sommermonaten hier ansässig, um Felder zu bewirtschaften, überwinterten aber in ihren Heimatdörfern.
Im April 1781 stellte sich Alstead unter die Verwaltung der jungen Vermont Republic, die damals kein Bestandteil der 1776 gegründeten Vereinigten Staaten war, kehrte aber zu Beginn des folgenden Jahres unter die Verwaltung des Bundesstaates New Hampshire zurück, nachdem George Washington dagegen Einspruch eingelegt hatte.
Alstead wird von einer Vielzahl von kleinen Wasserläufen durchzogen, die sich für die Errichtung von vielerlei kleinen Mühlen, Sägewerken und mit Wasserkraft betriebenen Werkstätten eigneten. So wurde 1793 hier die erste Papiermühle New Hampshires errichtet, die bis 1880 Bestand hatte, dann aber abbrannte. Alstead wurde durch sie in weitem Umkreis als Paper Mill Village bekannt, was aber nie zu einem offiziellen Namen wurde. Der bei Weitem wichtigste Einkommenszweig blieb aber die Landwirtschaft; insbesondere die Maisproduktion war stark verbreitet.
Mit dem Bau der Cheshire Turnpike Road ab 1804 wurde die Gegend an das entstehende Wegenetz New Hampshires angebunden. Die Straße verband Alstead mit Keene und den Nachbargemeinden. Die Wegführung existiert in Teilen heute noch als Teil der New Hampshire Route 123.
Zwei Röteln-Epidemien, die 1812 und 1814 über die weite Umgebung, insbesondere die Siedlungen im Tal des Connecticut River, hereinbrachen, forderten viele Opfer. Beide Jahrgänge weisen etwa 90 Tote auf; der Jahresdurchschnitt der anderen Jahre dieser Epoche liegt bei etwa 20 Toten.
1820 wurde durch die Gründung einer Academy die Ausbildung von Verwaltungsfachleuten gefördert.
In den Jahren 1909 und 1910 wurde die Shedd-Porter Memorial Library errichtet und als Stiftung der Ortschaft übergeben. Der Stifter, John G. Shedd, ein Sohn der Stadt, war Besitzer des Marhall Field's Department store in Chicago. Das Gebäude steht seit 2011 auf der Liste der National Register of Historic Places.
Am 8. und 9. Oktober 2005 trat nach schweren Regenfällen der durch den Hauptort führende Cold River über die Ufer. Die Überflutungen zerstörten Wohnhäuser und Straßen und spülten Autos von der durch das Tal führende Landstraße. Vier Tote waren dabei zu beklagen.

### Religionen
Schon wenige Jahre nach der ersten dauerhaften Besiedlung formten sich feste religiöse Gemeinden in der Town. 1777 wurde die First Congregational gegründet, die bis heute besteht, und ab 1782 durch einen fest angestellten Pfarrer betreut. Am 20. November 1788 folgte die Gründung der East Alstead Second Congregational, die ebenfalls noch heute existiert. Die Gemeinde der Baptisten, die sich im Dezember 1790 fand, und die Universalisten, die im Mai 1820 eine Gemeinde begründeten, sind dagegen nicht mehr in Alstead anzutreffen. Stattdessen existiert noch eine dritte kongregationalistische Gemeinde, die Alstead Village Third Congregational.

### Einwohnerentwicklung
| Jahr      |      |      |      |      | 1767 | 1773 | 1775 | 1783 | 1786 | 1790 |
| --------- | ---- | ---- | ---- | ---- | ---- | ---- | ---- | ---- | ---- | ---- |
| Einwohner |      |      |      |      | 130  | 233  | 317  | ---  | 943  | 1111 |
| Jahr      | 1800 | 1810 | 1820 | 1830 | 1840 | 1850 | 1860 | 1870 | 1880 | 1890 |
| Einwohner | 1606 | 1694 | 1611 | 1559 | 1454 | 1425 | 1318 | 1213 | 1037 | 870  |
| Jahr      | 1900 | 1910 | 1920 | 1930 | 1940 | 1950 | 1960 | 1970 | 1980 | 1990 |
| Einwohner | 799  | 711  | 672  | 616  | 683  | 851  | 843  | 1185 | 1461 | 1721 |
| Jahr      | 2000 | 2010 | 2020 | 2030 | 2040 | 2050 | 2060 | 2070 | 2080 | 2090 |
| Einwohner | 1944 | 1937 | 1864 |      |      |      |      |      |      |      |

## Wirtschaft und Infrastruktur

### Verkehr
Durch Alstead  führen keine Schnellstraßen; nur zwei Landstraßen, die New Hampshire Route 12 und die New Hampshire Route 123 mit ihrem Abzweig, der New Hampshire Route 123 A, binden die beiden Hauptsiedlungen an das Straßensystem an. Die nächste Bahnstation mit Amtrak-Personenzughalt ist im etwa 15 km entfernten Bellows Falls im Bundesstaat Vermont. Ein öffentlicher Flughafen, der Dillant-Hopkins Airport, ist bei Keene angesiedelt.

### Öffentliche Einrichtungen
Mit Ausnahme der Bibliothek und der unten angeführten Schulen sind im Ort keine weiteren öffentlichen Einrichtungen existent. Das nächstgelegene Krankenhaus ist das  Cedarcrest in Keene, das nächstgelegene Notfallzentrum, das Cheshire Medial Center, ebenfalls.

### Bildung
Die Gemeinde verfügt über drei öffentliche Schulen, die alle Klassenstufen zwischen dem Kindergarten und der 12. Klasse anbieten. Das nächstgelegene College befindet sich in Keene. Zusätzlich findet sich auch eine private Vorschule in der Gemeinde.

## Persönlichkeiten

### Söhne und Töchter der Stadt
- Titus Brown (1786–1849), Politiker und Vertreter New Hampshires im US-Repräsentantenhaus
- Salma Hale (1787–1866), Politiker und Vertreter New Hampshires im US-Repräsentantenhaus
- Allen Wardner (1786–1877), Politiker und Vermont State Treasurer

### Persönlichkeiten, die vor Ort gewirkt haben
- Samuel Hunt (1765–1807), Politiker und Vertreter New Hampshires im US-Repräsentantenhaus. Praktizierte hier als Rechtsanwalt
- John Curtis Chamberlain (1772–1834), Politiker und Vertreter New Hampshires im US-Repräsentantenhaus. Praktizierte hier als Rechtsanwalt